# Chmiel Drugi
Chmiel [pronunciación en polaco: /ˈxmjɛl druɡi/] es un pueblo ubicado en el distrito administrativo de Gmina Jabłonna, dentro del condado de Lublin, Voivodato de Lublin, en el este de Polonia. Se encuentra a unos 8 kilómetros al este de Jabłonna y a 22 kilómetros al sureste de la capital regional Lublin.
El pueblo tiene una población de 220 habitantes.